# Chrysopilus guttipennis
Chrysopilus guttipennis är en tvåvingeart som beskrevs av Walker 1861. Chrysopilus guttipennis ingår i släktet Chrysopilus och familjen snäppflugor. Inga underarter finns listade i Catalogue of Life.